# Concordia (Saint Croix)
Concordia é um assentamento na ilha de Saint Croix, localizada nas Ilhas Virgens Americanas.